# سیارک ۲۱۱۰۹
سیارک ۲۱۱۰۹ (به انگلیسی: 21109 Sunkel، نامگذاری:1992RY) بیست و یک هزار و صد و نهمین سیارک کشف شده‌است که در ۴ سپتامبر ۱۹۹۲ کشف شد.